# Kurt Pfeiffer
Kurt Pfeiffer fue un deportista suizo que compitió en remo. Ganó dos medallas en el Campeonato Europeo de Remo, plata en 1924 y oro en 1925.

## Palmarés internacional
| Campeonato Europeo | Campeonato Europeo     | Campeonato Europeo | Campeonato Europeo |
| Año                | Lugar                  | Medalla            | Prueba             |
| ------------------ | ---------------------- | ------------------ | ------------------ |
| 1924               | Lucerna (Suiza)        | Medalla de plata   | Cuatro con timonel |
| 1925               | Praga (Checoslovaquia) | Medalla de oro     | Cuatro sin timonel |